# Лозова (притока Груні)
Лозова — річка в Україні, у Роменському та Сумському районах Сумської області. Ліва притока Груні (басейн Дніпра).

## Опис
Довжина 21 км, похил річки — 2,2 м/км. Площа басейну 95,8 км².

## Розташування
Бере початок у Лозово-Грушевому. Тече переважно на південний захід через Олександрівку і у Великій Луці впадає у річку Грунь, праву притоку Псла. 
Населені пункти вздовж берегової смуги: Тарасенки, Весела Долина.